# Festival de la Canción Infantil de TVE
El Festival de la Canción Infantil de TVE fue un evento musical organizado por Televisión Española, S.A. entre los años 1967 a 1970 (primero a cuarto festival) y nuevamente en 1973 (quinto festival).

## Historia
El Festival de la Canción Infantil nació en el contexto de los festivales televisivos que surgieron en las décadas de 1950 y 1960 (Festival de Eurovisión, Festival de Benidorm, etc.), con la particularidad de que se limitaba a canciones en lengua española, y a un género específico, como es la canción infantil, en consonancia con la mayor atención que por aquellos años comenzó a prestar TVE al público infantil, con programas como Antena infantil, Los chiripitifláuticos, etc.
En dicho festival se dieron a conocer, o extendieron su fama, grupos musicales (no necesariamente formados total o parcialmente con niños ni estrictamente limitados en su repertorio a canciones infantiles), como Los 5 Musicales (ganadores del III Festival en 1969 y participantes también en el IV Festival en 1970, así como presentadores de algunas de las galas del V Festival en 1973) o Mary Merche y su Panda (ganadores del V Festival en 1973) y, en menor medida, algunos solistas (como Celia, participante en el IV y V Festival, o Isabel, ganadora del IV Festival, solistas que tampoco tenían las limitaciones cuya ausencia hemos señalado para los grupos). También fue un festival de la mayor importancia para varios compositores y letristas.
Las canciones participantes eran presentadas a concurso siguiendo las bases de una convocatoria pública que se hacía varios meses antes del inicio del festival. De entre las canciones enviadas (un número elevado; así, por ejemplo, en el primer festival se presentaron trescientos sesenta y dos), se realizaba, por un jurado experto,  una selección de las que se emitirían por TVE. Los intérpretes eran seleccionados por el Departamento de Programas Infantiles de TVE, aunque los autores de las canciones podían realizar propuestas al respecto. Los premios finales eran otorgados por un jurado infantil supervisado por figuras destacadas de la música de entonces. Además del primer premio, y según las ediciones, se otorgaba un segundo, un tercer y hasta un cuarto premio, además de un premio a la interpretación, un premio al autor, etc.
Algunas de las canciones más exitosas fueron compuestas por profesores del Conservatorio Superior de Música de Madrid que, a su vez, se convirtieron en asiduos colaboradores de TVE y, a veces, se integraron en la misma: así, Juliana Murillo Caballero, más conocida como July Murillo, compositora de las canciones ganadoras del tercero ("Adivínalo") y quinto festival ("Chipi chapa chip chip"), así como de la canción que obtuvo el segundo premio en el cuarto ("La rueda"), así como de otras canciones participantes (así, "Una veloz tortuga", participante en el III festival); o Alberto Martínez Peyrou, compositor de la música de la canción ganadora del IV Festival ("Fantasmas a gogó"), habiendo sido la compositora de la letra su entonces esposa, la escritora Carmen de Silva Velasco.
Las letras de algunas de las canciones participantes fueron escritas por autores conocidos en el mundo literario por su labor poética o, en general, literaria. Así, aparte del caso citado de la escritora Carmen de Silva Velasco, también se podría citar, por ejemplo, a Lucía Graves, autora de la letra de "La canción del columpio", participante en el III Festival, habiendo sido la música compuesta por su marido, Ramón Farrán Sánchez; a Gloria Fuertes, autora de la letra de la canción "La tortuga presumida", participante en el IV Festival, habiendo sido la música compuesta por Ismael Peña; y a Julio Alfredo Egea, autor de la letra de la canción "Nana para dormir muñecas", participante en el IV Festival, habiendo sido la música compuesta por María del Carmen Carrión.

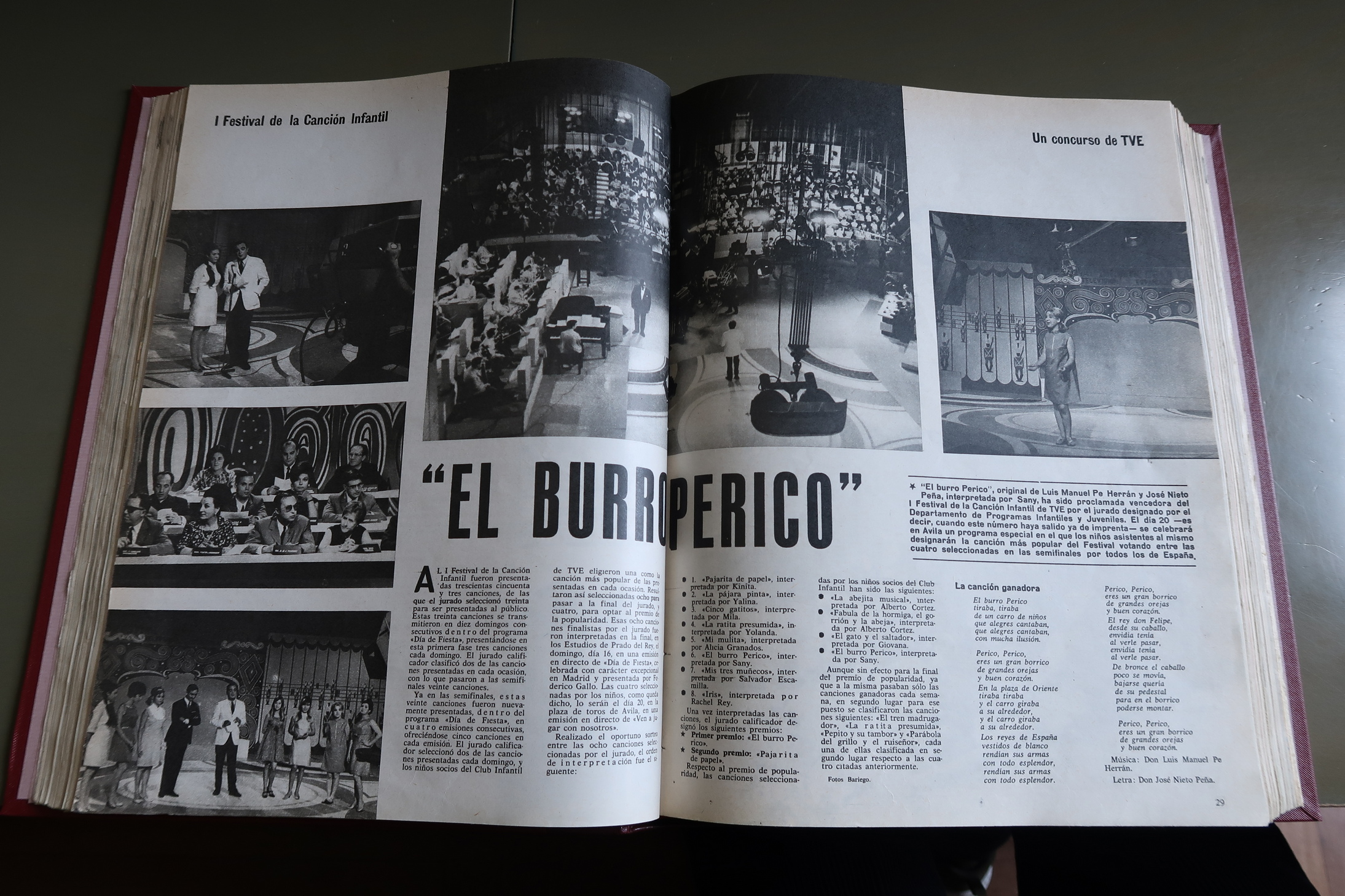
I Festival de la Canción Infantil-Canción ganadora "El burro Perico", interpretada por Sany

Se celebraban varias galas —en concreto, trece— antes de la final, que tenía lugar en diciembre, y se emitían por TVE, desde sus estudios en Barcelona, en un programa de entre media hora a una hora de duración, en la programación infantil, los miércoles, viernes o fines de semana por la tarde, variando estos detalles según la edición que se tratara del festival, y presentándose seis canciones en cada una de las galas. En el V Festival hubo cambios significativos: en lugar de celebrarse las galas durante el último trimestre y ser la final en diciembre, en este caso las galas y la final tuvieron lugar a lo largo del verano; igualmente, se redujo el número de canciones que se presentaba en cada gala, de seis a tres, que se interpretaban durante la primera parte de la retransmisión, dedicándose la segunda parte a dar a conocer a los intérpretes. Igualmente, en dicha edición se elevó la cuantía de los premios que ascendieron en la misma a 100.000 ptas (unos 600 euros) para la canción ganadora y siendo el segundo premio de 50.000 ptas (unos 300 euros).
Dichas retransmisiones fueron realizadas por diversos realizadores, especialmente por Julio Herrero; también se ocuparon de la dirección de orquesta diversos directores, en especial el maestro Rafael Ibarbia. También trabajó en el programa, como director musical, el músico Ramón Farrán Sánchez, que también fue autor de la música de alguna de las canciones participantes. Los presentadores iban cambiando, y, así, en el V Festival de la canción infantil, de 1973, algunas galas eran presentadas por Los 5 Musicales (ganadores de la edición de 1969 y participantes en la de 1970), otras por Kiko Ledgard (que desde 1972 presentaba el programa Un, dos, tres... responda otra vez, y, además, se ocupaba del guion de dichas galas), junto con Pepa Palau, y otras, por otros presentadores.
Una característica del festival era la mayor atención que recibían las canciones participantes, en relación con los intérpretes: a pesar de existir un premio a la interpretación,  su objeto era la canción infantil en sentido estricto, se trataba, por ejemplo, de "canción ganadora", más que intérprete ganador, y, así, era frecuente que, en el lanzamiento discográfico, las canciones participantes fueran interpretadas por diferentes cantantes de aquellos que las habían defendido en el transcurso del Festival; como hemos señalado supra, de hecho, solo en el V Festival hubo un espacio dentro de cada gala destinado a dar a conocer a los intérpretes. De esta forma, no supuso, en sentido propio, el "lanzamiento al estrellato" de ninguno de los participantes, si bien, por un lado, algunos de los participantes ya eran intérpretes consagrados (así, Los Valldemosa o José Guardiola), y, por otro, tanto para algunos de los participantes (así, Los 5 Musicales, Mary Merche y su Panda, Altamira 3, Celia, La Chiquillada), como para algunos compositores o letristas (así, July Murillo o la escritora Carmen de Silva Velasco) la participación en dicho festival supuso un hito en sus carreras, en algún caso aún en activo, de tal forma que las mismas no pueden ser historiadas prescindiendo de la referencia a aquel. En el otro extremo, hubo casos de cantantes, especialmente infantiles, que, si bien se dieron a conocer con mayor o menor éxito en el festival, su carrera musical prácticamente se limitó a dicha participación; el caso más significativo fue el de la cantante Isabel que, pese a ganar el IV Festival en 1970, con la canción más exitosa y versionada de las que se interpretaron en la historia del mismo, "Fantasmas a gogó", no siguió una carrera musical con posterioridad a su participación.

## Canciones ganadoras del primer premio y sus intérpretes
Las canciones ganadoras del primer premio en las diferentes ediciones fueron:
- 1967: "El burro Perico", compuesta por Luis Manuel Pe Herrán (música) y José Nieto Peña (letra) e interpretada por Sany (nombre artístico de Alicia Gutiérrez Martínez)[10]
- 1968: "La burra de Yon Toñín", compuesta por Ángel Corral Sobrino y Joaquín Alfonso Navas[11] e interpretada por Los Hermanos Calatrava.
- 1969: "Adivínalo", compuesta por July Murillo[2] e interpretada por Los 5 Musicales.
- 1970: "Fantasmas a gogó", compuesta por Alberto Martínez Peyrou (música) y su entonces esposa, la escritora Carmen de Silva Velasco (letra) e interpretada por Isabel.
- 1973: "Chipi chapa chip chip", compuesta por July Murillo[2] e interpretada por Mary Merche y su Panda.

## Discografía
Las canciones ganadoras, junto con otras de las canciones participantes, solían ser editadas en discos para su venta al público, por casas discográficas de la época.
Así, en 1968, la casa Vergara editó un sencillo con "La burra de Yon Toñín", canción ganadora del II Festival de la Canción Infantil, interpretada por los ganadores, Los Hermanos Calatrava, junto con la canción "Diez perritos", interpretada también por aquellos. En 1969, la casa Palobal sacó al mercado un sencillo con la canción ganadora del III Festival, "Adivínalo" interpretada por los ganadores, Los 5 Musicales, que también cantaban en dicho sencillo la canción "Bugulú", de Ramón Farrán Sánchez, y otros dos sencillos; en uno de ellos, Los 5 Musicales interpretaban la canción ganadora del segundo premio "El ratón Cotolito", de Enriqueta Arenas, así como otra de las canciones participantes "Una veloz tortuga", de July Murillo, y, en el otro sencillo, Los 5 Musicales interpretaban la canción ganadora del tercer premio "Babina, Babina" (letra, Xavier del Río; música, Rodolfo Sciammarella), así como otra de las canciones participantes "La canción del columpio" (letra, Lucía Graves; música, Ramón Farrán Sánchez, marido de la letrista). También se editó un LP de Palobal con las seis últimas canciones, igualmente interpretadas por Los 5 Musicales. Se debe hacer notar que Los 5 Musicales volvieron a interpretar la mayoría de dichas canciones en varios recopilatorios a lo largo del resto de su carrera.
En 1970, con el IV Festival, el formato cambió y, con anterioridad a la gala final, Palobal sacó varios sencillos en los que diferentes participantes cantaban su canción y otra de las participantes: así, editó un sencillo en el que Isabel cantaba "Fantasmas a gogó", compuesta por Alberto Martínez Peyrou y su entonces esposa, la escritora Carmen de Silva Velasco con la que ganaría dicha edición, y "La rueda", compuesta por July Murillo, con la que competía Altamira 3, y que quedó en segundo lugar; editó también otro sencillo en el que Celia cantaba la canción "Fantasmas a gogó", con la que competía Isabel, y, además, la canción con la que ella competía, "Ronda de niños". Una vez finalizada dicha edición, la casa discográfica Discos Belter sacó al mercado un EP en el que se incluía la canción ganadora, "Fantasmas a gogó" (que había sido defendida en el Festival por Isabel), interpretada por Los Valldemosa; la ganadora del segundo premio "La rueda" (que había sido defendida en el Festival por Altamira 3), interpretada por Rudy Ventura; así como "La orquesta" (compuesta por Salvador Escamilla y defendida por Los 5 Musicales), interpretada por Altamira 3; y "Ronda de niños" (defendida por Celia), interpretada por Alberto.
Finalmente, en 1973 la casa Olympo editó un sencillo con la canción ganadora del V Festival "Chipi chapa chip chip", compuesta por July Murillo e interpretada por el grupo que la había defendido, Mary Merche y su Panda, que, en el mismo sencillo, también interpretaba otra de las canciones participantes, "Mosquito ye-yé" (letra, Enrique Fusté; música, Salvador Soler), que había sido defendida en dicha edición del festival por el grupo La Chiquillada, y que había quedado en cuarto lugar. Igualmente, se editó un LP en el que, además de esas dos canciones, se recogieron las canciones "El gato Serafín" de Evaristo F. Pérez García, que había quedado en segundo lugar, "Tengo, tengo, tengo", de José Antonio Galindo, que había quedado en tercer lugar, y otras canciones participantes en dicho festival, en concreto "Canción de los gatos siameses", "Vamos a bailar", "Mi juguete", "Rondo rondel", "El paraguas de Noé", "Pipiribi pipipi", "Las gotitas" y "Feliz no cumpleaños". Igualmente, se editaron otros discos, en los que diferentes intérpretes cantaban canciones participantes en dicho V Festival, conjuntamente con otras ajenas al mismo, como fue el caso del disco "Canciones Infantiles", editado por Discos Belter, en una edición especial para la Caja de Ahorros Provincial de Alicante, donde se incluyeron la canción ganadora del primer premio «Chipi chapa chip chip», interpretada por Mary Merche y su Panda, la canción ganadora del tercer premio "Tengo, tengo, tengo", interpretada por Los Valldemosa, y la canción ganadora del cuarto premio "Mosquito ye-yé", interpretada por La Chiquillada que, además, interpretaba otra de las canciones de su repertorio, "Una canción".
Aún sin ganar ningún premio ni estar entre los primeros clasificados, también fueron especialmente memorables algunas participaciones de grupos o solistas consagrados, como José Guardiola, con la canción "Balada de un pajarillo".
Varias de las canciones participantes gozaron de un considerable éxito en su momento, y aún son recordadas con cariño, sobre todo por los niños de entonces y sus hijos o sobrinos, y los discos editados son objeto de culto entre coleccionistas y nostálgicos,  teniendo presencia dichas canciones en foros y blogs de internet, así como en Youtube y otros portales. Así, por ejemplo "El burro Perico" fue una de las canciones que integraron el repertorio de los chiripitifláuticos, que se mantuvieron en antena ocho años, de 1965 a 1973. "La burra de Yon Toñín" fue interpretada en repetidas ocasiones por Los Hermanos Calatrava, incluso en la película de 1973 ¡Qué cosas tiene el amor!. Pero la canción que, indiscutiblemente, ha gozado de un mayor éxito y repercusión, ha sido "Fantasmas a gogó", que se convirtió en una canción infantil conocida y tatareada por la generalidad del público, y que además de las tres versiones que se hicieron en el tiempo del IV Festival (la de la propia ganadora, Isabel, la de Celia y la de Los Valldemosa), fue también versionada a finales de la década de los setenta por Yolanda Ventura y, además, por Parchís, formando parte de las canciones que integraron el primer disco de esta banda infantil, en 1979, incluyéndose esta versión también en el disco colectivo El show de Horacio Pinchadiscos, de 1981, año en el que también fue grabada en disco por M.ª Jesús y su acordeón; igualmente, su música ha sido adaptada a otras letras por algunos compositores (así, por ejemplo, la adaptación de 1973 del músico alcoyano, Rafael Botella Sempere, para las fiestas de Moros y cristianos) y ha sido cantada ocasionalmente en otros eventos, como por ejemplo, en la emisión de 17 de mayo de 2010 del programa Cántame cómo pasó, donde fue interpretada por los niños aspirantes al papel de "Carlitos". La persistencia del éxito de dicha canción contrasta fuertemente con lo efímero de la carrera de su intérprete original, Isabel, quien no tuvo una carrera musical más allá de su participación y victoria en el IV Festival.

## Epílogo: I Festival de la Canción Infantil Iberoamericana
El Festival de la Canción Infantil de TVE tuvo un curioso epílogo, varios años después de la celebración de la quinta y última edición, con el I Festival de la Canción Infantil Iberoamericana, organizado en 1979 por el Ministerio de Educación y Ciencia, como un evento conmemorativo del Año Internacional del Niño.
Durante la década de los setenta hubo algunas propuestas infructuosas de dar continuidad al Festival de la Canción Infantil de TVE. La ocasión propicia llegaría en 1979, con motivo de celebrarse ese año el Año Internacional del Niño, convocado por la ONU. Dicho año fue celebrado de un modo especial por TVE: así, España fue el único país que participó en el Festival de Eurovisión de aquel año con una canción infantil, "Su canción", interpretada por Betty Missiego, que quedó en segunda posición en dicho festival, y que interpretó rodeada de un coro de niños, que, al volver a España, formaron un conjunto musical infantil, Caramelos, del tipo de otros conjuntos infantiles (como Parchís, que nacería precisamente ese año; Regaliz, Botones...) que, con mayor o menor éxito, proliferarían entre finales de los setenta y primeros de los ochenta. Igualmente, aquel año nacieron programas de TVE enfocados primariamente a la infancia como Un mundo para ellos, presentado por Santiago Vázquez.
En esta ocasión se pensó en darle un ámbito internacional, iberoamericano, aprovechando el tirón que entonces tenía el Festival de la OTI, y el éxito de programas de TVE que eran difundidos —en algunos casos, simultáneamente— en España e Iberoamérica, como 300 millones, Con otro acento, Escrito en América y —años más tarde— Punto de encuentro. Así, fueron invitados a participar otros países iberoamericanos, de los que aceptaron la invitación 14, que, junto con España, participarían en la gala final (llamada "fase internacional"), celebrada el 20 de diciembre de 1979, solo unos días después de la celebración del Festival de la OTI.
Sin embargo, en el caso español hubo varias concomitancias con el Festival de la Canción Infantil de TVE, que mostraban cómo se utilizó la experiencia previa acumulada en las diferentes ediciones del mismo. Así, existió, previamente a la gala final, una primera "fase eliminatoria", que tuvo lugar en Barcelona, pero que, a diferencia de las galas eliminatorias del Festival de la Canción Infantil de TVE, no fue retransmitida por TVE. Además, y en consonancia con su carácter de conmemoración, con un carácter más o menos "oficial", del Año Internacional del Niño, solo participaron grupos o cantantes infantiles, tanto para el caso español como para el resto de países participantes; así, el grupo que representó a Paraguay estaba formado por varios de los hijos de Johnny Torales y Alma María Vaesken de Los 3 Sudamericanos. Igualmente, y por ser un evento cuyo organizador oficial no era ya TVE, sino el Ministerio de Educación y Ciencia, la fase eliminatoria tuvo lugar entre cantantes y grupos seleccionados por colegios de Educación General Básica (E.G.B.). De esta forma, el grupo que representó a España estaba integrado por Juan Luis Guerrero de la Mota, Antonio Flor Borrego y José Monzón Guerrero, todos ellos alumnos del Colegio Salesiano San Ignacio, de Cádiz, que interpretaron "Canción del marinero", cuya música fue compuesta por el compositor, también gaditano, Antonio Escobar Perera, y la letra por José Antonio Galiana Martínez, profesor de dicho colegio.
La gala final o "fase internacional" tuvo lugar en el Teatro Real de Madrid, el 20 de diciembre de 1979, siendo retransmitida en directo por TVE, que, en los días previos, había informado extensamente sobre la celebración del festival y había entrevistado a algunos de los participantes. Las presentaciones corrieron a cargo de Marisol González y Pedro Meyer. Tras interpretar los participantes sus diferentes canciones, y tras deliberar el jurado, mientras que el público era deleitado por la actuación del grupo infantil Enrique y Ana, fue designada como ganadora la canción que representaba a España.
Dicha canción fue editada en un sencillo por la casa Paloma. Al igual que en el Festival de la Canción Infantil de TVE, el interés se centraba casi totalmente en la canción: el grupo integrado por los tres niños que representaban a España ni siquiera tuvo un nombre, ni en el festival ni en el disco que se editó. Simplemente actuaron como "España" y ganaron como tal; su carrera musical se limitó a la participación en dicho festival.
| País                 | Título                      | Intérpretes                                      | Premio                        |
| -------------------- | --------------------------- | ------------------------------------------------ | ----------------------------- |
| Guatemala            | «Una sonrisa»               | María Catalina Godoy Anleu                       |                               |
| Venezuela            | «Testigo inocente»          | Pancracio Lescher Soto                           | Premio "Mejor intérprete"     |
| Puerto Rico          | «Todos somos hermanos»      | Wiliam Franki Torres                             |                               |
| Estados Unidos       | «A-L-O-H-A, diz aloha»      | Ann Perreira, Jackie Kubo, Leslie Tallet         |                               |
| Panamá               | «Quiero cantar»             | Antonio Gallardo                                 |                               |
| Costa Rica           | «Sueños de un niño»         | Luis Antonio Rojas                               |                               |
| República Dominicana | «Sin sueños de mantequilla» | Ney Andrés Aybar Ricardo                         |                               |
| Chile                | «Paloma»                    | Alejandra Leiva Silva                            | UNICEF                        |
| Perú                 | «Semillas de bondad»        | Rafael Vargas Jara                               |                               |
| Colombia             | «Cuando yo sea grande»      | Moisés Herrera, Mario Edgardo Santana            | 2º y Premio a la mejor letra  |
| Argentina            | «Si los niños gobernáramos» | Amalia Haydée Gragiano                           |                               |
| España               | «Canción del marinero»      | Antonio Flor, Juan Luis Guerrero, José Monzón    | 1º y Premio a la mejor música |
| Portugal             | «Cantemos com Portugal»     | Rita de Fonseca, Protasio Poeira                 |                               |
| Paraguay             | «Un abrazo de amistad»      | Alma Beatriz Torales, Esther Mª Graciela Torales |                               |
| Cuba                 | «Juegan los niños»          | Déborah Avilés Rodríguez                         |                               |

Sin embargo, dicho festival no tuvo tampoco continuidad en el tiempo, habiendo existido alguna propuesta de celebración de un segundo festival, coincidiendo con el bicentenario de la Constitución de 1812, sin que dicha propuesta haya tampoco fructificado.
Igualmente es de destacar que la influencia del Festival de la Canción Infantil de TVE y su huella es asimismo palpable en otros festivales de canción infantil que, por aquellos años o con posterioridad a los mismos, se organizaron a nivel local en diversas poblaciones españolas (así, Hospitalet, Melilla, etc.), que, en algunos casos, también vieron las canciones ganadoras editadas en discos para su venta al público.